# Kostel svatého Václava (Cheb)
Kostel svatého Václava v Chebu je klášterní kostel při dominikánském klášteře v Chebu na Karlovarsku. Dnes slouží řeckokatolické farnosti Karlovy Vary a Božská liturgie se koná každou neděli od 8:00.

## Historie

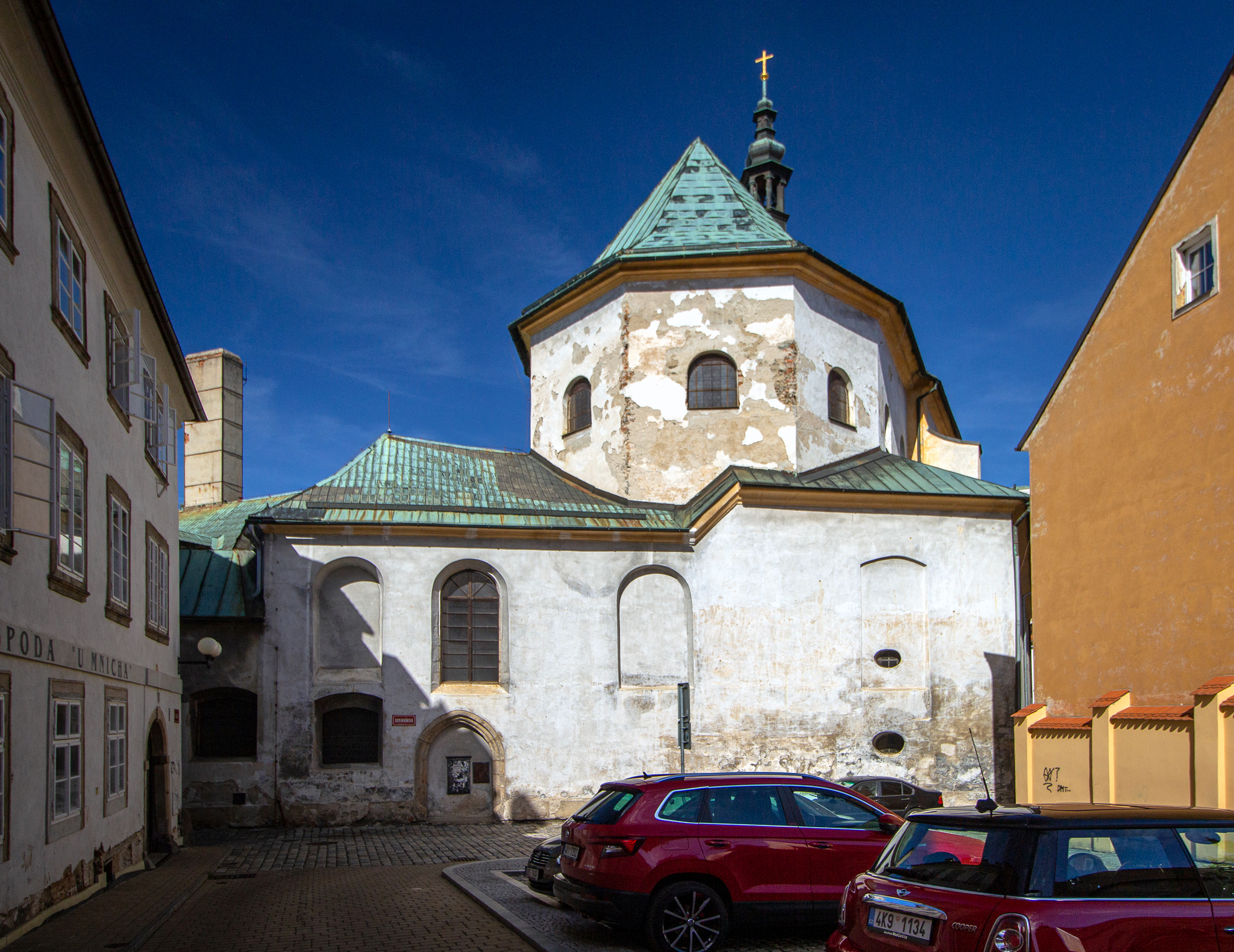
Závěr kostela sv. Václava, pohled z ulice Úzká / Dominikánská

V místě dnešního klášterního kostela sv. Václava byl postaven roku 1284, podle jiných údajů v letech 1294–1296 raně gotický kostel společně s klášterem dominikánů, jimž povolení vystavět v Chebu klášter udělil roku 1294 král Václav II.
V době husitských nepokojů v místě kláštera býval šenk U markraběte, v níž byly dohodnuty podmínky nazvané "Soudce smluvený v Chebu" pro jednání husitů se zástupci basilejského koncilu.
V době třicetileté války roku 1642 došlo ke zřícení části kláštera a kostela. Při výstavbě současného barokního kostela dokončeného roku 1684 byl změněn půdorys i původní orientace kostela a průčelí vyvedeno do dnešní Kamenné ulice. Dokončený kostel byl vysvěcen v roce 1689.
Z barokního mobiliáře z té doby se do současnosti dochovaly vedlejší oltáře v kaplích a kazatelna. Hlavní oltář z roku 1880 je novorenesanční.
Klášter, přiléhající ke kostelu ze severní strany, byl dokončen až v roce 1720. Klášter byl zrušen v roce 1936.